# Iolana bureschi
Iolana bureschi är en fjärilsart som beskrevs av Arthur Francis Hemming 1931. Iolana bureschi ingår i släktet Iolana och familjen juvelvingar. Inga underarter finns listade i Catalogue of Life.